# Cleofe Borromeo Gabrielli
Cleofe Maria Borromeo (Monselice, 3 marzo 1440 – Gubbio, 1495) è stata una poetessa italiana.

## Biografia
Nota nella tradizione letteraria con il cognome del marito Filippo Gabrielli, Cleofe nacque da Andrea Borromeo e da Francesca Pio di Carpi.
Dopo aver trascorso l'infanzia e l'adolescenza a Ferrara presso la corte di Borso d'Este, intorno al 1455 si trasferì a Gubbio, dove il padre ricopriva l'ufficio di podestà. In quello stesso anno fu concluso il matrimonio tra Cleofe e Filippo Gabrielli, che allora aveva circa 40 anni e ricopriva incarichi di rilievo presso la corte di Federico da Montefeltro.
Dell'attività poetica di Cleofe, donna di elevata cultura letteraria, resta oggi solo un poema encomiastico in terza rima, dedicato a Borso d'Este, e recitato in occasione del ricevimento che Filippo Gabrielli diede per il passaggio a Gubbio, il 23 marzo 1471, dello stesso Borso che si recava a Roma per ricevere dal papa Paolo II la corona di duca di Ferrara. L'evento fu ricordato nei suoi scritti da Matteo Maria Boiardo, che faceva parte del seguito del duca.
Il poema, di tradizione petrarchista, potrebbe aver ispirato gli affreschi del Salone dei Mesi di Palazzo Schifanoia a Ferrara.
Tra i figli, è da ricordare Federico, che nel 1483 si unì in matrimonio con la poetessa Contarina Ubaldini della Carda, figlia di Guidantonio Ubaldini e della veneziana Altadonna Contarini.